# رونالد تشافيس
رونالد تشافيس (بالإسبانية: Rónald Cháves)‏ (5 نوفمبر 1970 بإسبارسا في كوستاريكا - ) هو مدرب كرة قدم ولاعب كرة قدم كوستاريكي في مركز الوسط. شارك مع منتخب كوستاريكا لكرة القدم. أما مع النوادي، فقد لعب مع نادي كارتاهينيس ونادي ألاجولينسي ونادي رامونينسي ونادي بونتاريناس.

## وصلات خارجية
- رونالد تشافيس على موقع الاتحاد الدولي (مؤرشف)  (الإنجليزية)
- رونالد تشافيس على موقع قاعدة بيانات كرة القدم.إي يو (الإنجليزية)
- رونالد تشافيس على موقع ناشيونال فوتبول تيمز (الإنجليزية)